# Гейропа
Гейро́па (словослияние от «гей» + «Европа») — идеологическое клише, использующееся в Интернете и популярной политической дискуссии в России. Изначально это был термин, обозначавший «Европу как место обитания геев» (гейропейцев), но позднее он превратился в концепцию «вырождающейся» Европы и России как хранителя традиционных ценностей.

## История
В начале 2000-х годов отношения России и Евросоюза были отмечены оптимизмом, но после серии цветных революций на постсоветском пространстве произошло ухудшение отношений. По мнению политолога Эндрю Фоксола, это началось к концу второго срока Владимира Путина (2004—2008) и набрало полный ход на его третьем сроке (2012—2018). Как минимум в конце 2000-х годов слово «Гейропа» было уже в обиходе. В 2010-е годы усилилось ощущение столкновения цивилизаций, одним из пунктов которого являлось распространение в России свободы гомосексуальных отношений, ставшее символом западного культурного империализма. 

### Евромайдан на Украине
Посты, связывающие гомосексуальность с наркоманией и педофилией, были распространены в российских социальных сетях ещё до Евромайдана. Эта концептуализация, вероятно, связана с принятием зрителем концепции гомосексуализма как экзистенциальной угрозы. «Гомосексуальная угроза», как сообщает Riddle Russia, продвигается правительством, которое не видит разницы между гомосексуализмом и педофилией и постоянно риторически связывает одно с другим (см. Закон о запрете пропаганды ЛГБТ в России).
Евромайдан для многих пророссийских пользователей социальных сетей стал равнозначен другим западным «порокам». Слово «Гейропа» приобрело популярность во время политического кризиса на Украине (2013—2014), при этом оно активно употреблялось как в России, так и на Украине.
Слово заняло 9 место в номинации «Антиязык» конкурса «Слово года» за 2014 год. В 2016 году слово вошло в «Русский этимологический словарь» Александра Аникина с пометкой «бранное вульгарное новообразование».

## Политическая роль
По мнению социолога Татьяны Рябовой, российский антизападный дискурс представляет Европу как вырождающуюся, и одним из аргументов в пользу этого служит якобы имеющее там место «извращение естественных гендерных ролей». Негативное оценивание Европы призвано служить поддержкой российской национальной идентичности, и при этом не только повышать Россию в глазах её жителей, но и придавать ей роль «мессии», оплота традиционных ценностей, призванного «спасти» Европу и весь мир.
Рябова также отмечает, что идея «Гейропы» участвует в легитимизации российского политического устройства, позволяя властям позиционировать себя как хранителей «нормальности» России. Тем самым к предлагаемому образу российской политической оппозиции как государственных «предателей» в общественном сознании присоединяются черты людей с гендерными отклонениями. Маскулинность и фемининность представителей «креативного класса» рассматриваются как извращённые, а производимая ими политическая активность — как нелегитимная и недостойная принятия во внимание.
Как пишет украинская исследовательница гендерной социологии Тамара Марценюк, на Украине термин является ярким примером сохраняющейся в стране гомофобии и иногда используется даже в публичных заявлениях в поддержку гомосексуалов.
По мнению издания Riddle Russia, европейские «ложные» ценности являются примером опасной женственности, способной поглотить российские традиционные ценности, в этом случае женственность работает как обесценивание: мужчина, воспринимаемый как женоподобный, должен представлять экзистенциальную угрозу для общества, потому что общепринятая версия маскулинности является единственной нормой. Для антимайдановцев Европа сошла с ума, потому что мужчины одевались как женщины, а «закат Европы» можно воспринимать как линейную прогрессию от вырождения Гитлера к гею и, наконец, к собаке. Из визуальных мемов, связанных с Европой, был сделан вывод, что Европейский союз не может конкурировать с Россией в плане маскулинности, потому что его женоподобные практики уходят корнями в собственную культуру. По этой логике у ЕС нет шансов ввести Украину в свою сферу влияния, но распространение «девиантности», «извращений» представляет и экзистенциальную угрозу, поскольку ЕС якобы «требует, чтобы Украина нанимала геев для работы в детских садах». Разницу между «хорошими» и «плохими» ценностями иллюстрирует мем, в котором украинец выбирает между миром двух мужчин, целующихся под радужным флагом, миром наркотиков и Гитлером, и изображением нуклеарной семьи на фоне церкви и в окружении героев русских сказок, показанных на заднем плане.